# Шиладзе, Харун Сулейманович
Харун Сулейманович Шиладзе (1924 год, село Дологани, Аджарская АССР, Российская империя — 2005 год, село Дологани, Кедский муниципалитет, Грузия) — звеньевой колхоза имени Ворошилова Кедского района Аджарской ССР, Грузинская ССР. Герой Социалистического Труда (1949).

## Биография
Родился в 1924 году в крестьянской семье в селе Дологани Батумской области (сегодня — Кедский муниципалитет). Окончил начальную сельскую школу. Трудовую деятельность начал в годы Великой Отечественной войны в колхозе имени Ворошилова (позднее — «Дологани») Кедского района. В послевоенные годы возглавлял табаководческое звено.
В 1948 году звено под его руководством собрало в среднем с каждого гектара по 25,1 центнеров табачного листа сорта «Трапезонд» на участке площадью 0,6 гектара и сорта «Самсун» в среднем по 18 центнеров с участка площадью 2,4 гектара. Указом Президиума Верховного Совета СССР от 3 мая 1949 года удостоен звания Героя Социалистического Труда за «получение высоких урожаев кукурузы и табака в 1948 году» с вручением ордена Ленина и золотой медали «Серп и Молот».
Этим же Указом звание Героя Социалистического Труда получили первый секретарь Кедского райкома партии Окропир Никифорович Беридзе, заведующий отделом сельского хозяйства Кедир Сулейманович Чхеидзе, председатель райисполкома Хусейн Мемедович Мегрелидзе, районный агроном Тамара Михайловна Сихарулидзе и четверо тружеников из колхозов имени Ворошилова и Кирова Кедского района (Али Кедемович Сапаридзе, Мамуд Сулейманович Лорткипанидзе, Шукри Мухамедович Джакелидзе, Мухамед Османович Ардзенадзе).
С 1950 года — бригадир табаководческой бригады в колхозе имени Ворошилова Кедского района.
В 1984 году вышел на пенсию. Персональный пенсионер союзного значения. Продолжал трудиться в колхозе до 1989 года. Проживал в родном селе Дологани Кедского муниципалитета. Умер в 2005 году.